# Rex Stuart-Beck

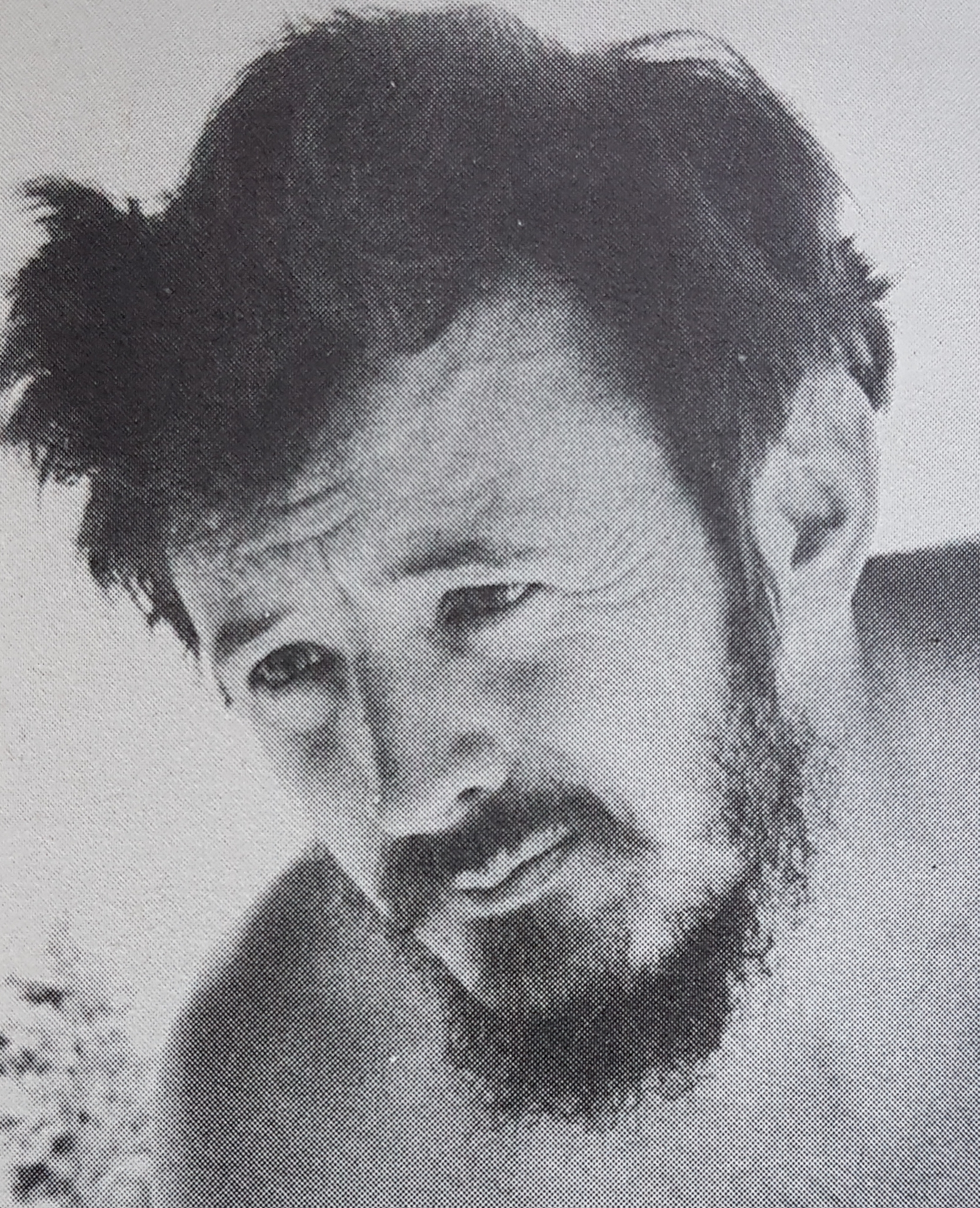
Rex Stuart-Beck

Rex Stuart-Beck, född 22 februari 1928 i England, död 19 januari 1984 i Kungälv, var en svensk-engelsk keramiker.
Stuart-Beck studerade konst vid Kingstone School of Art och metallurgi vid Miles Aeronautical Technical School i England. Separat har han ställt ut i Göteborg och Ljungby och han har medverkat i samlingsutställningar i Göteborg och med Värmlands konstförening på Värmlands museum.
Bland hans offentliga utsmyckningar märks gymnasiet i Ljungby, Pensionärshemmet Rud i Karlstad, Folktandvården i Säffle och Arvika simhall. Han tilldelades Värmlands Musei Vänners stipendium 1974. Stuart-Beck är representerad vid Värmlands museum och Röhsska museet[källa behövs].
Far till konstnärerna Kaj och Jessica samt farfar till keramikern Joel Stuart-Beck.